# 日本外交藍皮書
日本外交藍皮書是由日本外務省出版的关于日本外交政策和国际外交的年度报告。自1957年9月首度發表以来，日本外交藍皮書每年都会出版。公众可以在日本外务省网站上查阅过去出版的所有《日本外交藍皮書》。該網站还提供英语、法语和西班牙语的翻译。